# Lady-Gbawi
Lady-Gbawi est une commune rurale de la préfecture de l’Ouham, en République centrafricaine. Elle s'étend au nord-est de la ville de Bouca. 

## Géographie
La commune de Lady-Gbawi est située à l’est de la préfecture de l’Ouham. 
| Bédé       | Ouassi     |              |
| Ouham-Fafa | Lady-Gbawi | Ndenga       |
|            | Bouca-Bobo | Fafa-Boungou |

## Villages
La plupart des villages sont localisés sur l’axe Bouca – Batangafo, route nationale RN4.
Les villages principaux sont : Gbakoui, Bazoro, Ngatoua, Botombo, Bozakon, Mbada, Bongoyo-Marzé et Sangbo-Fo. 
La commune compte 54 villages en zone rurale recensés en 2003 : Bazoua 1, Bazoua 2, Bobalafe, Bobani, Bodole 2, Boedou, Bofoui 1, Bofoui 2, Bofoui 3, Bogardou, Boguene, Boguidi, Boguio, Bohozo, Bokengue 1, Bokengue 2, Bokiti, Bokoue, Bokoundou, Bokoundou 2, Bomia 1, Bomia 2, Bongbara, Bongo, Bongoyo 2, Bonou 1, Bonou 2, Botombo, Boya 1, Boya 2, Boyele, Bozakon, Bozena, Bozoro, Dawe, Gbada Wangue, Gbadou, Gbagou 1, Gbagou 2, Gbagou-Ngbala, Gbakaya 1, Gbakaya 2, Gbakoui, Gbawi-Boya, Kawa, Kozoro 1, Kozoro 2, Mbada, Mboya-Yanguere, Ngatoua, Songba-Fo, Songo, Wangue 2, Yongo.

## Éducation
La commune compte 15 écoles publiques : Badawangue, Bongo, Mboya-Yanguere, Bofoui 2, Songbafo, Kozoro 2, Boya 1, Banda, Boguene, Maraze, Ngatoua, Gbakaya, Bozoro, Bokoue et Lady-Banga.